# Jeremy Cuarezma
Jeremy Daniel Cuarezma Urbina (Managua, Nicaragua, 28 de mayo de 2000), más conocido como Jeremy Cuarezma, es un jugador profesional nicaragüense de fútbol que se desempeña en la posición de centrocampista en Managua Fútbol Club, equipo perteneciente a la Liga Primera de Nicaragua.

## Carrera
Cuarezma lleva jugando cinco temporadas en el equipo Managua Fútbol Club, teniendo en su haber más de 130 partidos jugados en la Liga Primera de Nicaragua. También es parte de la Selección de fútbol de Nicaragua.